# Salvatore Frega

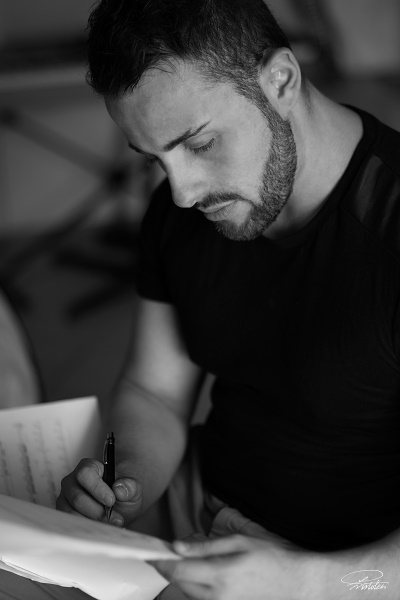
Salvatore Frega

Salvatore Frega (* 29. September 1989 in Cosenza) ist ein italienischer Komponist für zeitgenössische Kunstmusik und experimentelle Musik, Direktor der Accademia Musicale Medicea, von TGMusic.it und Professor am Konservatorium A. Corelli – Messina.

## Leben
Salvatore Frega wurde von Arbëresh-Eltern aus Firmo geboren und nähert sich dank der Intuition seiner Eltern im zarten Alter von vier Jahren dem Klavier.
2012 schloss er sein Klavierstudium am San Giacomantonio Konservatorium von Cosenza unter der Leitung von Grazia Amato ab. Student von Andrea Portera an der Musikschule von Fiesole und von Ivan Fedele an der Accademia Nazionale di Santa Cecilia von Rom, absolvierte er 2019 Komposition und einen Master of High Specialization. Unter seinen Lehrern zeichnen sich Salvatore Sciarrino und Giacomo Manzoni aus.
Frega nahm an verschiedenen nationalen, europäischen und internationalen Wettbewerbs teil und wurde von Musikern und Komponisten wie Vinko Globokar, Fabio Nieder und Larisa Vrhunc sowie Francesco Longo, Fabrizio Festa, Fabio Vacchi, Andrea Lucchesini, Mario Ancillotti und anderen ausgezeichnet.
Seine Musik wird in verschiedenen Teilen der Welt aufgeführt: China, USA, Ungarn, Russland, Türkei, Kasachstan.

### Professionelle Zusammenarbeit
Frega arbeitete im Rahmen folgender Festivals sowie mit folgenden Ensembles: Biennale Venedig, Festival von Koper, Stiftung Sanremo Symphonieorchester, Galilei Orchestra der Musikschule von Fiesole, Orchester I Pomeriggi Musicali von Mailand, San Giacomantonio Orchester des Konservatoriums von Cosenza, Florentiner Kammerorchester von Florenz, Symphonieorchester MÁV aus Budapest, Symphonieorchester aus Pasardschik, The Kazakh Solists, Philharmonisches Orchester aus Eskişehir, Art Center aus Singapur, QazaqConcert, Symphonieorchester Haydn aus Bozen, Sinfonieorchester in Torre del Lago Puccini.
8./9. August 2021 - 67. Festival Puccini in Torre del Lago; mit Auftrag für Ensemble und Voice Reciting zum Thema "Kuss während der COVID-19-Phase".

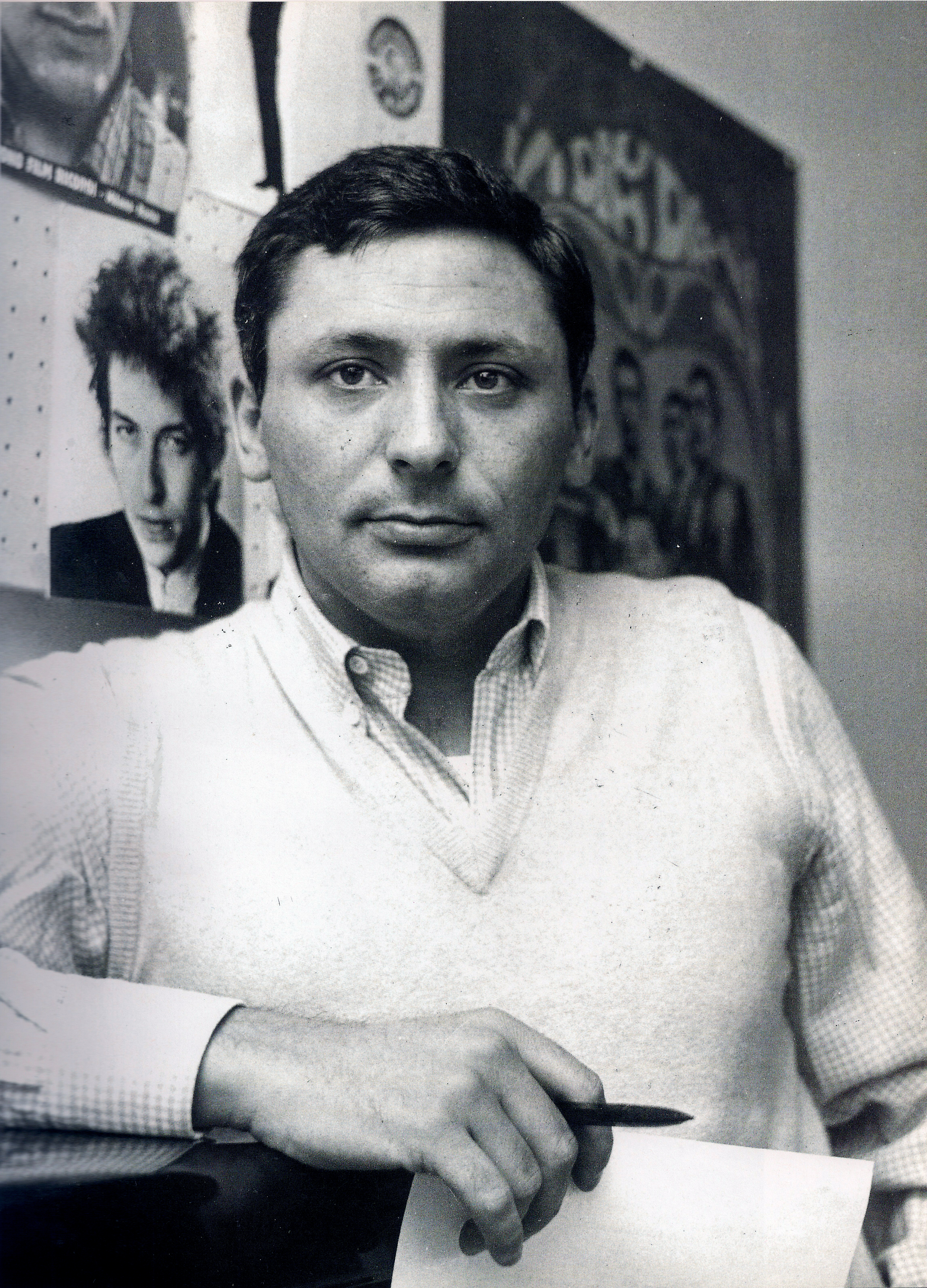
Mogol 1968

1. September 2021 – Auftrag für ein Ballett von der Fondazione Ente Luglio Musicale Trapanese
2022/2023 – Komponist in Residence des Festivals Puccini in Torre del Lago Puccini.
22. Dezember 2022 – vom italienischen Senat beauftragt, Mogol zu huldigen, komponierte Salvatore Frega "Omaggio a Mogol", das im italienischen Senat uraufgeführt wurde und live auf Rai 1 übertragen wurde. Das Orchester wurde von Beatrice Venezi dirigiert.
Seine Werke wurden auch von Kazakh TV, dem ersten nationalen Satellitenfernsehkanal der Khabar Agency, ausgestrahlt und seine Partituren werden vom Berliner Musikverlag Ries & Erler veröffentlicht.
2019 widmete der italienische Musikkritiker Renzo Cresti, Autor des Buches „Musica Presente – Tendenze e Compositori di oggi“ (Vorhandene Musik – Trends und Komponisten von heute), Salvatore Frega einige Seiten.

## Auszeichnungen
- April 2012 – Winning Finalist of the III ° International Biennial of Contemporary Music in Koper (Slowenien)[12]
- September 2018 – Winner of the silver medal at the Global Music Awards in Los Angeles with his work "unAnimes"[13]
- November 2019 – Akademia Music Awards category winner in Los Angeles with his work "Magic Horse"[14]

## Ehrungen

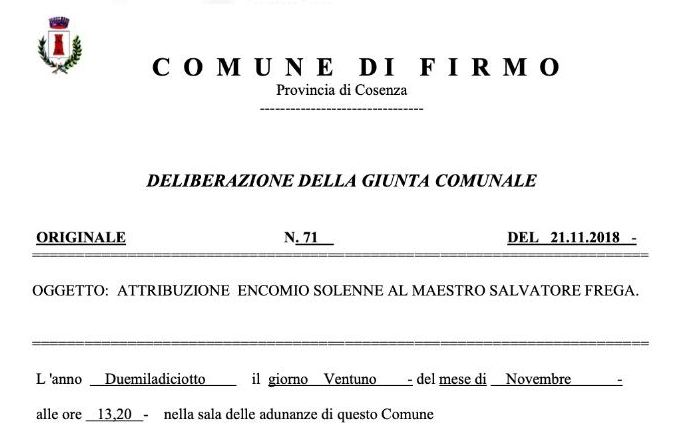
Salvatore Frega, Feierliche Anerkennung für seine Karriere, Firmo, 21. November

- 21. November 2018 – Feierliche Anerkennung für seine Karriere, verliehen von der Gemeinde Firmo in Kalabrien.

## Werke
- Frega, Salvatore (2012). "Small Hops", Edizioni Sconfinarte, Rovato.
- Frega, Salvatore (2013). "Cercle magique": per flauto, clarinetto, tromba, pianoforte, violino e violoncello / Salvatore Frega, Edizioni Sconfinarte, Rovato.
- Frega, Salvatore (2013). "Vento d'oriente: per clarinetto e pianoforte", Edizioni Sconfinarte, Rovato.
- Frega, Salvatore (2017). "unAnimes", Edizioni Sconfinarte, Rovato.
- Frega, Salvatore (2018). "Magic Horse", Ries & Erler, Berlin.
- Frega, Salvatore (2019). "A ladies' man": für Orchester
- Frega, Salvatore (2019). "venti9", Edition Impronta, Mannheim.

### Diskographie
- Frega, Salvatore (2015). Eco meridionale. Pompei:  Falaut collection.
- Frega, Salvatore (2021). Sweep in Sunrise, Italian Music for Electric Guitar, London: RMN Music[15]